# Jan Maria Gisges

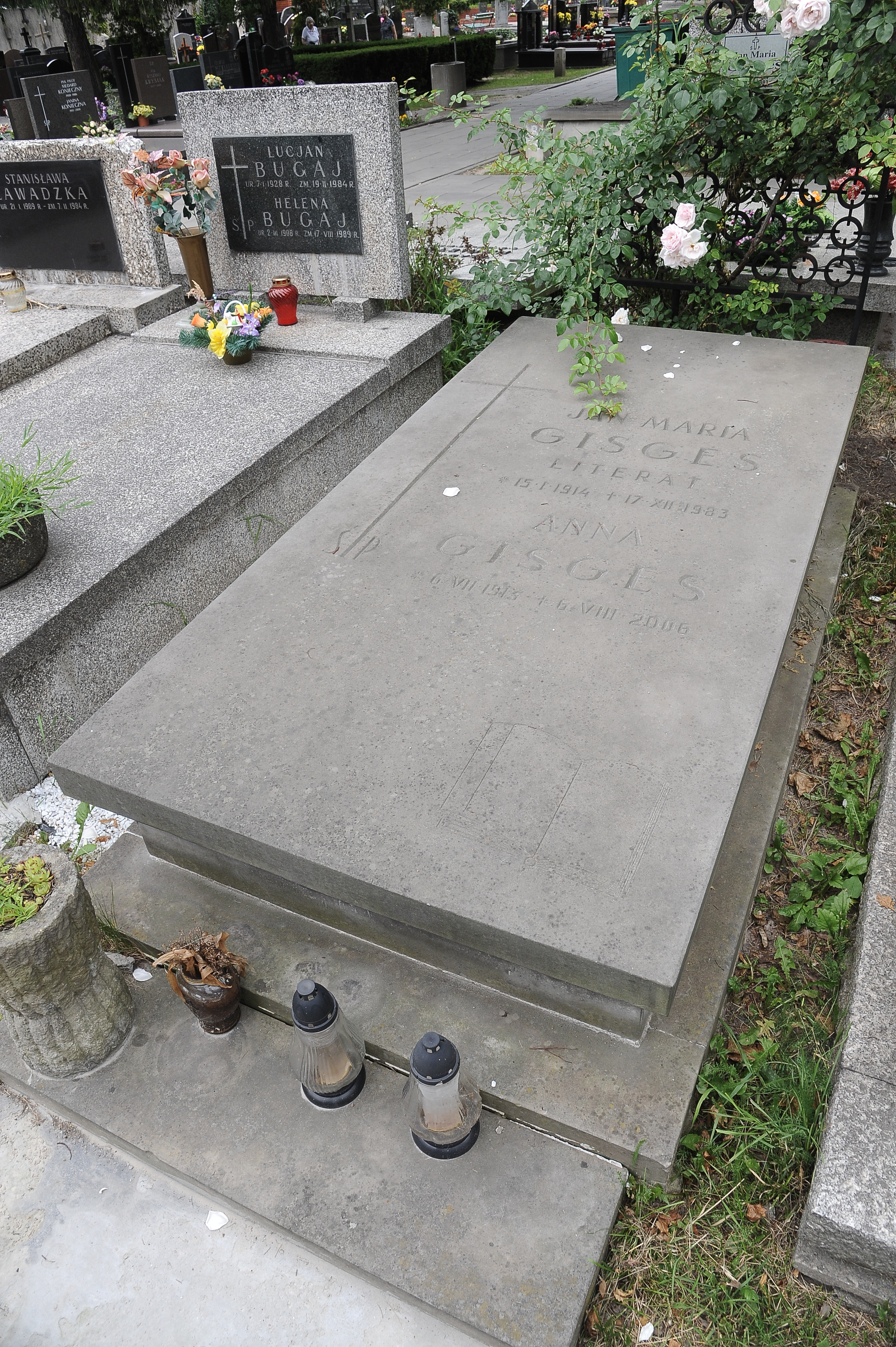
Grób Jana Marii Gisgesa na warszawskim cmentarzu Wojskowym na Powązkach

Jan Maria Gisges (ur. 15 stycznia 1914 w Nisku, zm. 17 grudnia 1983 w Warszawie) – polski poeta, prozaik oraz autor sztuk scenicznych.

## Życiorys
Urodził się w rodzinie Romana Gisges Gawrońskiego i Henryki z domu Reder. Ukończył szkołę średnią w Kielcach. W latach 1934–1939 studiował filologię polską na Uniwersytecie Warszawskim.
W czasie wojny pracował jako robotnik, brał czynny udział w walce z okupantem. Więziony w hitlerowskich obozach koncentracyjnych: Auschwitz-Birkenau (1943–1945), Buchenwald, Ohrdruf, Flossenbürg.
Od 1945 należał do Stronnictwa Ludowego, później do Zjednoczonego Stronnictwa Ludowego. W latach 1945–1949 przebywał w Kielcach, gdzie był pracownikiem Urzędu Wojewódzkiego. Organizował życie kulturalne i literackie w Kielcach, był też redaktorem regionalnego miesięcznika „Cychry”. Debiutował w 1949 na łamach prasy jako poeta. Od 1949 mieszkał w Warszawie, gdzie pracował na stanowisku Naczelnika Wydziału Literatury Ministerstwa Kultury i Sztuki. W latach 1957–1960 należał do zespołu redakcyjnego tygodnika „Orka”. Był wieloletnim działaczem Związku Literatów Polskich. Był również wieloletnim współpracownikiem Służby Bezpieczeństwa (TW „Maria”, „Marian”).
W 1971 otrzymał nagrodę Instytutu Wydawniczego CRZZ za powieść Śmiech.
Był mężem Anny z domu Strycharskiej (1913–2006), ojcem Ewy Zwierzchowskiej-Gisges i Małgorzaty.
Zmarł w Warszawie, pochowany na cmentarzu Wojskowym na Powązkach (kwatera C39-2-7).

## Twórczość wybrana
- Więzień i chłop
- Opowieści krajobrazu
- Pierwsza miłość
- Zielone gałęzie
- Idącym naprzód
- Modrzewie
- Brudne śniegi
- Osty
- Spadek
- Śmiech
- Czerwony pułkownik 1829–1863
- Borelowski
- Marmury i dmuchawce
- Portret pięknej sekretarki

## Ordery i odznaczenia[7]
- Order Sztandaru Pracy I klasy (1982)
- Order Sztandaru Pracy II klasy (1966)
- Krzyż Komandorski Orderu Odrodzenia Polski (1973)
- Krzyż Oficerski Orderu Odrodzenia Polski (1963)
- Złoty Krzyż Zasługi (1956)
- Medal 10-lecia Polski Ludowej (19 stycznia 1955)[8]
- Odznaka honorowa „Zasłużony dla Warmii i Mazur” (1965)[9]

## Upamiętnienie
W miejscu urodzenia pisarz ma swoją ulicę .